# Abū Ghaush
Abū Ghaush (hebreiska: אבו ע’וש) är en ort i Israel.   Den ligger i distriktet Jerusalem, i den centrala delen av landet. Abū Ghaush ligger 707 meter över havet och antalet invånare är 5 707.
Terrängen runt Abū Ghaush är kuperad. Runt Abū Ghaush är det tätbefolkat, med 913 invånare per kvadratkilometer. Närmaste större samhälle är Jerusalem, 10,9 km öster om Abū Ghaush. Omgivningarna runt Abū Ghaush är i huvudsak ett öppet busklandskap.